# NMBS/SNCB 2096
Die NMBS/SNCB 2096 war eine Dampflokomotive der Belgischen Staatsbahnen. Das Einzelstück war als dreiteilige Gelenklokomotive mit vier Triebwerken und zwei Dampfkesseln mit Franco-Crosti-Vorwärmekessel ausgerüstet. Das Unikum mit zwei Führerständen war die einzige gebaute Quadruplex-Lokomotive und war damals die größte Lokomotive Europas.

## Geschichte
Die Lokomotive wurde unter Mitwirkung des italienischen Ingenieurs Attilio Franco im Werk Tubize der Ateliers métallurgiques in Belgien gebaut und 1932 ausgeliefert, so dass in der zweiten Jahreshälfte die ersten Probefahrten stattfinden konnten. Die Zugkräfte der Lokomotive waren jedoch so groß, dass die damals verwendeten Schraubenkupplungen brachen. Der Grund für den Bau der Lokomotive ist unklar, da sie weit über den Bedarf der Belgischen Staatsbahnen für den Güterverkehr hinausging und wegen ihrer geringen Höchstgeschwindigkeit von 60 km/h auch nicht für den Personenverkehr eingesetzt werden konnte. Die reine Größe der Lokomotiven bereitete Probleme bei der Abstellung, die große Menge an Kuppelräder. Zylinder und die Dichtungen der beweglichen Verbindungen zwischen den Vorwärmerkesseln und den Hauptkesseln waren Mehraufwand bei der Wartung, abgesehen davon, dass die Lokomotive zwei statt einen Heizer benötigte. Die Lokomotive wurde an der Weltausstellung Brüssel 1935 gezeigt und wurde kurz danach hinterstellt.

Es wird vermutet, dass die Maschine als Konzeptnachweis für eine größere Lokomotive gleicher Bauart für die Sowjetunion gebaut wurde. Das Projekt sah eine Hexaplex-Lokomotive mit der Achsfolge 1'BB1'+1'DD1'+1'BB1' vor, die das russische Lichtraumprofil und die Breitspur voll ausnutzt. Das Gesamtgewicht der 43 m langen Lokomotive sollte 410 t betragen, wovon ca. 320 t für die Adhäsion zur Verfügung gestanden hätten. Das Fassungsvermögen des Wassertanks sollte 60 m³ betragen, das des Kohlenkastens 15 Tonnen. 

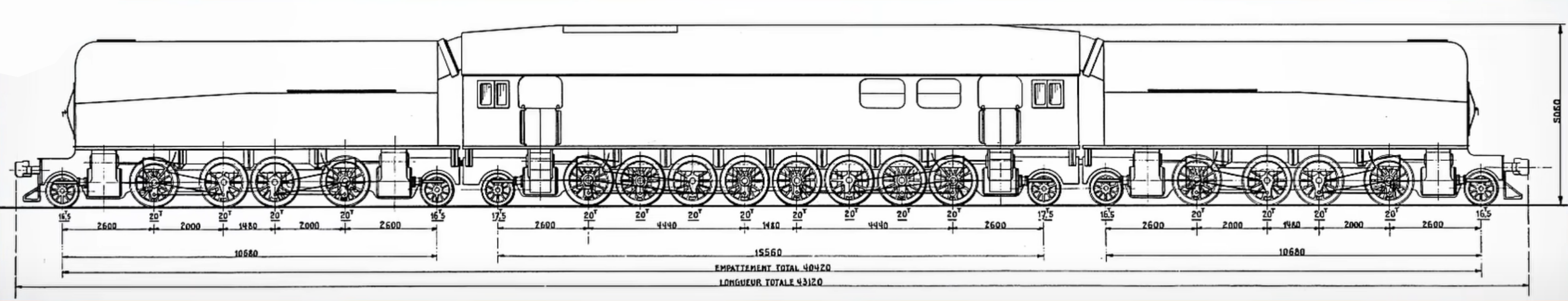
Projekt einer Hexaplex-Lokomotive für die Sowjetunion

Umbau zu Einzellokomotiven
1943 wurde die Lokomotive von der deutschen Besatzungsmacht aufgefunden und im Auftrag der Firma Sanger in Bremen in zwei Einzellokomotiven umgebaut. Im Wesentlichen wurde der Mittelteil der Quadruplex-Lokomotive in zwei Teile getrennt und beide Teile mit neuen Kesseln und einem neuen 1'C1'-Fahrwerk versehen. Der Endteil mit dem Vorwärmekessel blieb nahezu unverändert und bildete den vorderen Teil der Lokomotive, so dass C1'+1'C1' h4t-Lokomotiven entstanden, die im Sommer 1944 nach Deutschland gelangten und bei der Deutschen Werft zum Einsatz kamen. Die beiden Lokomotiven gelangten im Mai 1945 in die Sowjetische Besatzungszone und wurden in Polen eingesetzt. Sie erhielten die Nummern 0601 und 0602, die in kein bekanntes polnisches Nummernschema zu passen scheinen. Die erste war in Posen stationiert, die zweite in Danzig. 0602 soll noch bis 1955 in Krakau gestanden haben.

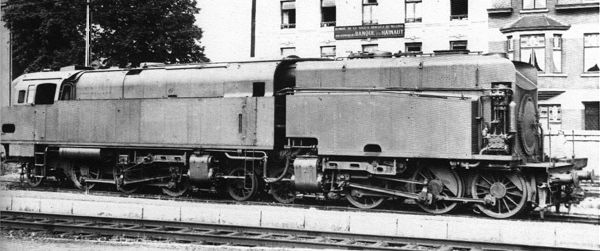
Eine der beiden Einzellokomotiven

## Technik
Die Lokomotive bestand aus drei gelenkig miteinander verbundenen Teilen, die mit insgesamt vier Triebwerken ausgestattet waren. Der Mittelteil mit zwei zweiachsigen Triebwerken trug die beiden Dampfkessel, die mit 14 bar Überdruck betrieben wurden. Sie waren leicht schräg angeordnet, damit die beiden Feuerbüchsen in der Mitte nebeneinander Platz fanden.
Die beiden Endeinheiten trugen je einen Franko-Crosti-Rauchgasvorwärmer, dem je ein Abdampfvorwärmer vorgeschaltet war. Die Wirksamkeit der Vorwärmer wurde dadurch bewiesen, dass die Temperatur der austretenden Rauchgase 190 bis 240 Grad Celsius nicht überschritt. Bei den Verbindungen zwischen den Kesseln des Mittelteils und den Vorwärmern der Endteile erwartete man Probleme mit durch Leckagen angesaugter Außenluft, weshalb die kugelförmigen Verbindungen mit Labyrinthdichtungen ausgeführt wurden.
Die Wasserbehälter befanden sich ebenfalls auf den Endteilen, die von dreiachsigen Triebwerken angetrieben wurden. Alle Triebwerke wurden mit einfacher Expansion betrieben. Die insgesamt zehn Kuppelachsen wurden durch fünf Laufachsen ergänzt. Das Gesamtgewicht der dreiteiligen Lokomotive wurde mit 230 t (nach anderen Quellen 248 t) angegeben, die Reibungsmasse mit 164 t.
Im Mittelteil befanden sich zwei identisch ausgestattete Führerstände, die je nach Fahrtrichtung genutzt wurden, da die 29 m (nach anderen Quellen 31 m) lange Lokomotive aufgrund ihrer Länge keine Drehscheiben benutzen konnte. Jeder der beiden Kessel hatte einen eigenen Kohlenkasten und wurde von einem Heizer bedient. Die Kohlenkästen befanden sich seitlich der Langkessel, so dass die Kohle unter dem vom Heizer nicht befeuerten Langkessel durchrutschte. Während der eine Heizer direkt mit dem Lokführer kommunizieren konnte, war für den anderen Heizer der Sichtkontakt zum Lokführer durch den Kohlenkasten versperrt, weshalb die Kommunikation nur über akustische Signale erfolgte.
Die Lokomotive war in der Lage, eine Last von 1200 t über eine Steigung von 16 ‰ zu befördern.

Längsschnitt und Grundriss der dreiteiligen Gelenklokomotive